# Phường chèo xám

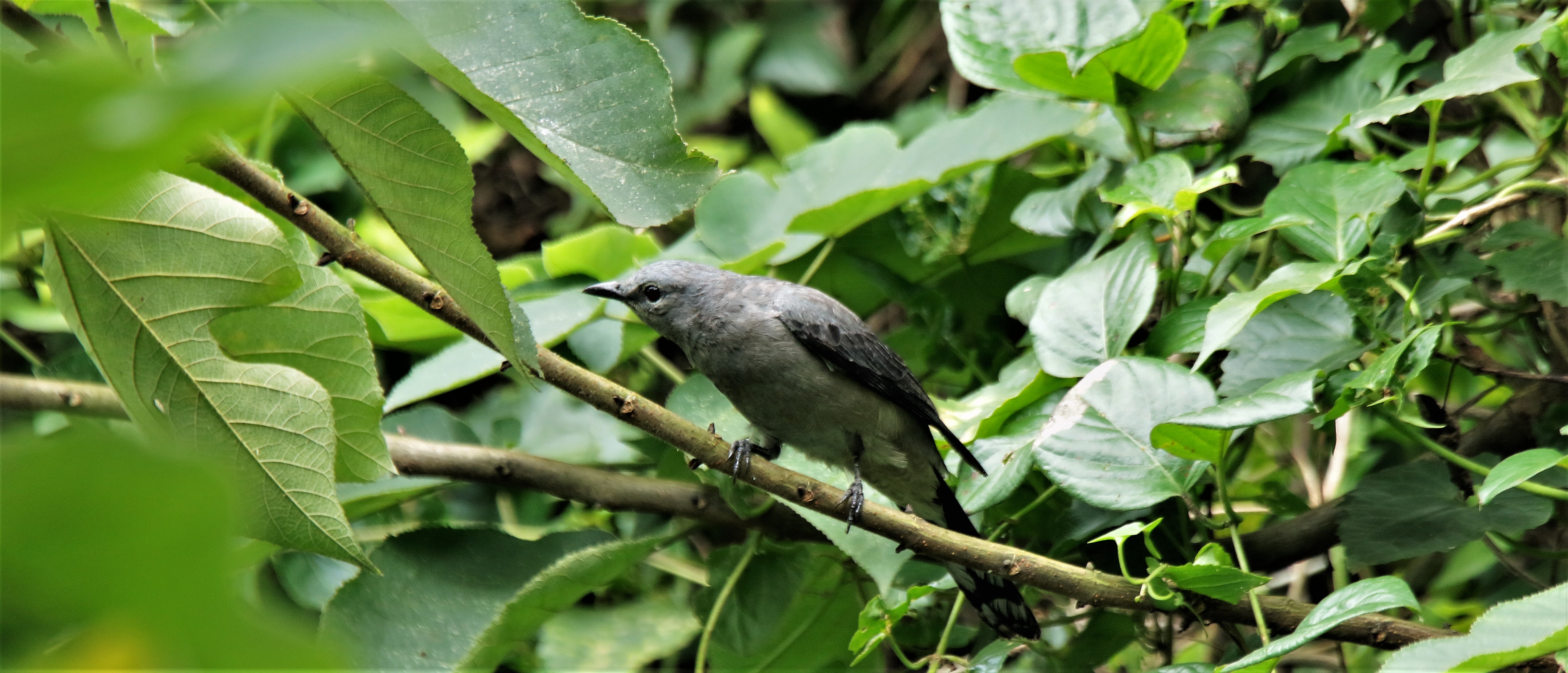
Phường chéo xám

Phường chèo xám (danh pháp khoa học: Lalage melaschistos) là một loài chim trong họ Campephagidae.